# Institut Lucien Cooremans

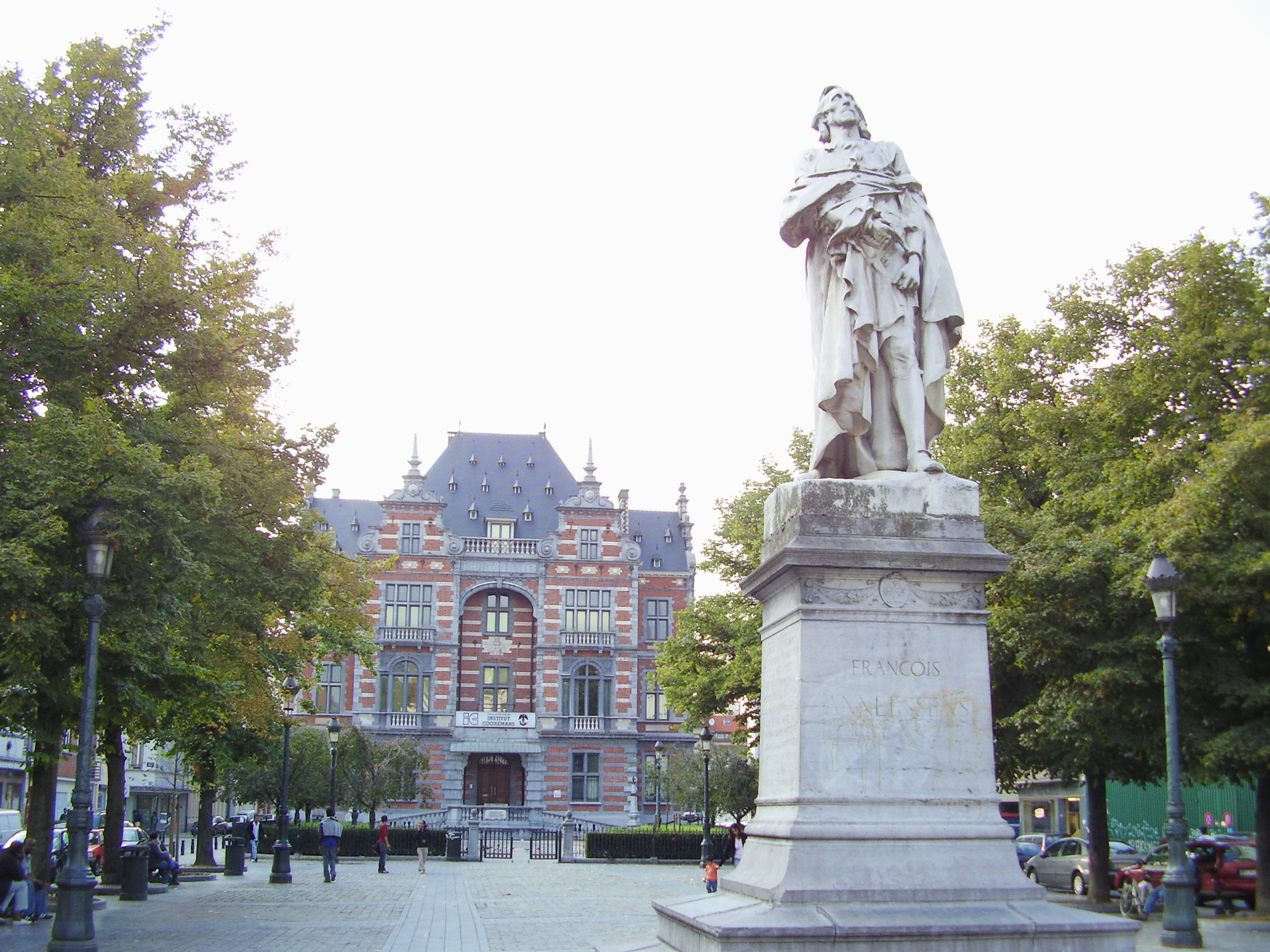
Institut Cooremans, place Anneessens

L'Institut Lucien Cooremans est l'ancienne école communale primaire n° 13 (1880), située place Anneessens, 11 à Bruxelles. On lui a donné le nom de Lucien Cooremans, bourgmestre de Bruxelles.

## Histoire de la fondation
Dans la foulée du voûtement de la Senne, la Ville de Bruxelles décide d’implanter une école primaire à front de la place Lebeau, actuelle place Anneessens, qui borde le boulevard du Hainaut (actuel boulevard Maurice Lemonnier) d’alors.  Il s’agit de dédoubler l’école surpeuplée de la rue du Vautour.
La place Anneessens et les 7 rues qui en rayonnent ont été aménagées en 1639 sur le pré aux Foulons délimité par la rue d'Anderlecht, la Senne et la Petite Senne. Jusqu’à sa transformation à la faveur du voûtement de la Senne et de la création des boulevards centraux, elle accueillait le Vieux marché qui incommodait les riverains par « sa pouillerie et ses puces ».   Après son transfert, en 1873, à la place du Jeu de Balle, le square s’appelait « àven à mèt », soit ancien vieux marché.  En 1889, on la gratifie du nom de François Anneessens (1660-1719), doyen du métier des Quatre Couronnés, décapité en 1719 pour avoir défendu les libertés communales contre le gouvernement autrichien.  Une statue de Thomas Vinçotte (1889) en rappelle le souvenir.
Pour réaliser son projet, la Ville a recours à un architecte de renom, constructeur d’hôtels de maître dans la nouvelle avenue Louise, de maisons et de commerce et du pavillon belge à l’exposition internationale de Paris en 1878.  Il s’agit de Charles-Émile Janlet.

## Un hôtel somptueux pour une petite école
Située à front d’une place bordée de rues, à l’emplacement de maisons insalubres, la bâtisse a quatre façades à traiter.  Sur la place, Janlet choisit de proposer une façade somptueuse de style éclectique ou domine la Renaissance flamande – symbole de prospérité et de puissance communale - composée d’une alternance délicate de briques sombres et claires frappées d’ancres ornementales, de pierre bleue et de pierre de Gobertange.  Non sans pertinence, le journal l’Émulation jugera l’ensemble pittoresque et rythmé, avec beaucoup de caractère sauf celui de sa destination.   Et, en effet, il pourrait aussi bien s’agir d’un hôtel communal, d’un palais de justice que d’une école….  
Pour animer l’imposante façade principale, Émile Janlet multiple les décrochements. Le porche d’entrée, auquel on accède par une double rampe à balustrade en pierre, est surmonté d’une loggia comme on en trouve dans plusieurs hôtels de ville ou palais flamands des XVIe et XVIIe siècles.  Il relie deux avant-corps surmontés chacun d’un pignon à volutes coiffé d’un obélisque et reliés entre eux par l’arc surbaissé de la loggia centrale et une balustrade en pierre.  Cette disposition se retrouve partiellement dans les façades latérales où l’aile en recul coiffée d’une toiture percée de lucarnes  et de lanterneaux est reliée au corps central par une façade à pignon.  Les tympans des baies du rez-de-chaussée sont agrémentés de bas-reliefs représentant des animaux.
Du côté de la rue du Dam, un premier agrandissement a été réalisé en 1910-1912 par l’architecte gantois Edmond De Vigne (1842-1918), qui a notamment construit le château de Val Duchesse.  Les trois niveaux du bâtiment enduit présentent des ouvertures verticales très rapprochées. La cour de récréation à l’arrière a été remplacée par une construction récente.
Contrairement à ce que l'aspect extérieur laisse suggérer, le plan intérieur s’inspire directement de l’École modèle du boulevard Lemonnier.  Derrière le corps principal qui abrite locaux administratifs et logements du directeur et du concierge, deux ailes  perpendiculaires de trois étages abritant les classes entourent le préau central. 
Le rez-de-chaussée abritait, outre l’appartement du concierge, un lavoir, la bibliothèque et la salle des professeurs.  Douze classes pouvant accueillir 550 à 600 élèves sont disposées aux deux premiers étages tandis que le gymnase, le musée scolaire et la salle de conférence occupent le troisième.  Le préau est couvert par une verrière soutenue par d’amples charpentes métalliques ouvragées et parcouru, à hauteur du premier étage, par une galerie.  On y accède par un escalier monumental logé dans le corps principal.  Ses murs sont en briques blanches émaillées et en pierre et le sol en carrelage comportait, à l’origine, une rose des vents.  
Les classes, d’une superficie de 49 m2 sont conçues pour accueillir 46 élèves et disposent d’un matériel pédagogique de pointe.  Des tableaux bas font, par exemple, tout le tour des locaux pour permettre des exercices simultanés.   Elles sont éclairées des fenêtres donnant à la fois sur la rue et sur le préau.
L’imposant édifice abrite aujourd’hui l’Institut supérieur Lucien Cooremans (sciences commerciales, traduction-interprétation) et deux départements de la Haute École Francisco Ferrer.

## Accessibilité
Ce site est desservi par la station de prémétro Anneessens.

## Référence
- Thierry Demey, Histoire des écoles bruxelloises, Coll. Bruxelles, ville d’art et d’histoire n° 39, Bruxelles, Ministère de la Région de Bruxelles-Capitale, Service des monuments et sites, 2003, 48 p.